# 日本史料選書
日本史料選書（にほんしりょうせんしょ）は、近藤出版社が創業記念事業として刊行した日本史史料の叢書。
これまで刊行されてこなかった歴史書や史料を日本史研究者が気軽に利用できることを意図して、全56点（48冊）、続編50点の構想をもって刊行が開始され、1969年に第1回配本の『地方凡例録』上巻が刊行された。ところが、同社の経営不振から1988年の第28回配本を最後に刊行が中絶、その後倒産した。
中絶したものの、刊行された選書の中には江戸時代を中心に余り刊行されてこなかった史料が多数含まれており、特に『地方凡例録』『旧高旧領取調帳』『清良記』『糸乱記』などの貴重なものが多数含まれている。